# Kang Chang-gi
Kang Chang-gi (28 de agosto de 1928 - 5 de janeiro de 2007) foi um futebolista e treinador sul-coreano que atuava como meia.

## Carreira
Kang Chang-gi fez parte do elenco da Seleção Sul-Coreana de Futebol, na Copa do Mundo de 1954.

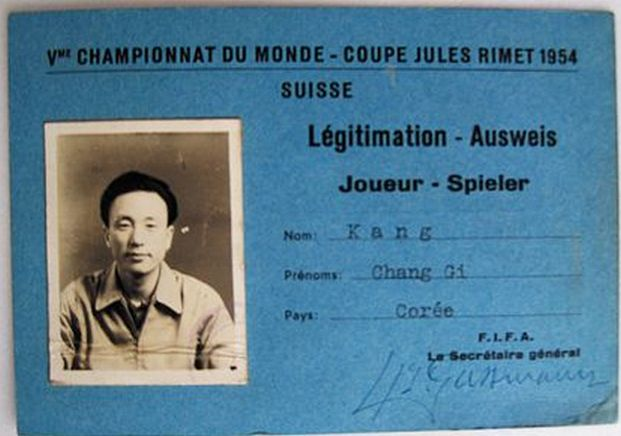
Credencial de Kang Chang Gi 강창기 na Copa do Mundo de 1954